# Nebria (Paranebria)
Nebria (Paranebria) – podrodzaj chrząszczy z rodziny biegaczowatych i podrodziny Nebriinae.

## Taksonomia
Takson opisany został w 1937 roku przez René Jeannela. Gatunkiem typowym został Carabus lividus Linnaeus, 1758.

## Rozprzestrzenienie
Chrząszcze te zasiedlają Europę i Japonię. W Europie, w tym w Polsce, występuje tylko N. livida.

## Systematyka
Należą tu 3 opisane gatunki:
- Nebria livida (Linnaeus, 1758)
- Nebria macrogona Bates, 1873
- Nebria shirahatai Habu, 1947